# Sébastien Amiez
Sébastien Amiez (Moûtiers, 6 maggio 1972) è un ex sciatore alpino francese specialista dello slalom speciale, vincitore di una Coppa del Mondo di specialità e di medaglie olimpiche e iridate.
È marito di Béatrice Filliol e padre di Steven, a loro volta sciatori alpini di alto livello.

## Biografia

### Carriera sciistica

#### Stagioni 1990-1996
Slalomista puro protagonista del Circo bianco dagli inizi degli anni novanta al decennio successivo originario di Pralognan-la-Vanoise, Sébastien Amiez esordì in campo internazionale ai Mondiali juniores di Zinal 1990; l'anno successivo, nel corso della rassegna iridata giovanile disputatasi a Geilo e Hemsedal, vinse la medaglia d'argento.
Ottenne il primo risultato di rilievo in Coppa del Mondo il 20 dicembre 1993 a Madonna di Campiglio (20º) e nella stessa stagione esordì ai Giochi olimpici invernali, anche se a Lillehammer 1994 non concluse la prova. Nella stagione 1995-1996 in Coppa del Mondo ottenne il primo podio, 19 novembre 1995 a Beaver Creek (2º), l'unica vittoria, il 21 gennaio 1996 a Veysonnaz, e vinse la Coppa del Mondo di slalom speciale con 49 punti di vantaggio su Alberto Tomba; esordì anche ai Campionati mondiali e nella rassegna iridata della Sierra Nevada si classificò al 6º posto.

#### Stagioni 1997-2006
Nel 1997 ai Mondiali di Sestriere vinse la medaglia d'argento, mentre ai XVIII Giochi olimpici invernali di Nagano 1998 si piazzò al 14º posto. Ai Mondiali di Vail/Beaver Creek 1999 e di Sankt Anton am Arlberg 2001 si classificò rispettivamente all'11º e al 12º posto; ai XIX Giochi olimpici invernali di Salt Lake City 2002, sua ultima partecipazione olimpica, vinse la medaglia d'argento.
Prese ancora parte alle rassegne iridate di Sankt Moritz 2003 (31º) e di Bormio/Santa Caterina Valfurva 2005 (gara non conclusa); sempre nel 2005, il 12 dicembre, prese per l'ultima volta il via in Coppa del Mondo, a Madonna di Campiglio senza completare la prova. Nel marzo del 2006 fu vittima di una aggressione, a seguito della quale perse la quasi totalità della vista all'occhio destro; annunciò il suo ritiro definitivo dalle competizioni l'anno seguente, anche se la sua ultima gara rimase lo slalom speciale di Coppa Europa disputato a Hinterstoder l'11 gennaio del 2006 e non completato da Amiez.

### Altre attività
Dopo il ritiro è diventato un apprezzato commentatore sportivo in Francia, lavorando per la televisione e per la Radio Monte-Carlo.

## Palmarès

### Olimpiadi
- 1 medaglia:
  - 1 argento (slalom speciale a Salt Lake City 2002)

### Mondiali
- 1 medaglia:
  - 1 argento (slalom speciale a Sestriere 1997)

### Mondiali juniores
- 1 medaglia:
  - 1 argento (slalom speciale a Geilo/Hemsedal 1991)

### Coppa del Mondo
- Miglior piazzamento in classifica generale: 11º nel 1996
- Vincitore della Coppa del Mondo di slalom speciale nel 1996
- 10 podi (tutti in slalom speciale):
  - 1 vittoria
  - 4 secondi posti
  - 5 terzi posti

#### Coppa del Mondo - vittorie
| Data            | Località  | Paese    | Specialità |
| --------------- | --------- | -------- | ---------- |
| 21 gennaio 1996 | Veysonnaz | Svizzera | SL         |

Legenda:

SL = slalom speciale

### Coppa Europa
- Miglior piazzamento in classifica generale: 8º nel 1995
- 5 podi (dati parziali, dalla stagione 1994-1995):
  - 1 vittoria
  - 2 secondi posti
  - 2 terzi posti

#### Coppa Europa - vittorie
| Data            | Località  | Paese  | Specialità |
| --------------- | --------- | ------ | ---------- |
| 13 gennaio 1995 | Champoluc | Italia | SL         |

Legenda:

SL = slalom speciale

### Campionati francesi
- 6 medaglie (dati dalla stagione 1994-1995)[3]:
  - 3 ori (slalom speciale nel 1996; slalom speciale nel 1999; slalom speciale nel 2004)
  - 2 argenti (slalom speciale nel 1995; slalom speciale nel 2001)
  - 1 bronzo (slalom speciale nel 2005)